# BHP
BHP Group Limited, раніше відома як BHP Billiton (Broken Hill Proprietary Company (BHP)) — найбільша у світі гірничодобувна компанія. Основна штаб-квартира — у Мельбурні, Австралія, додаткова — в Лондоні.
Заснована в 2001 шляхом об'єднання бізнесу австралійської Broken Hill Proprietary Company (BHP) і британської Billiton.
BHP Billiton Limited та BHP Billiton plc були перейменовані на BHP Group Limited та BHP Group plc відповідно 19 листопада 2018 року..

## Власники та керівництво
Юридично BHP Billiton складається з двох компаній — австралійської BHP Billiton Limited і британської BHP Billiton Plc, які мають окрему структуру власників та незалежно один від одного котируються на фондовій біржі. Водночас, управління здійснюється двома повністю ідентичними радами директорів та однією керуючою структурою. Австралійська компанія володіє близько 60% бізнесу єдиної компанії; британська — близько 40%.
На посаді CEO BHP з 10 травня 2013 р був Ендрю Маккензі, змінивший Маріуса Клоппера. Майк Генрі став CEO 1 січня 2020.

## Діяльність

Колишній логотип компанії

BHP Billiton видобуває боксити, вугілля, мідь, марганець, залізну руду, уран, нікель, алмази, срібло та титаномісні мінерали, а також нафту та природний газ. Видобувні потужності компанії зосереджені в 25 країнах, серед яких Австралія, Канада, Чилі, Мозамбік, ПАР, Колумбія, Пакистан, США та ін.
Загальна чисельність персоналу — майже 40 тис. осіб.
Виручка компанії в 2010 склала $52,798 млрд, чистий прибуток — $12,722 млрд.

### BHP Billiton в Росії
На початку червня 2006 концерн «Норильський нікель» заявив про укладення угоди з BHP Billiton, відповідно до якої компанії будуть спільно працювати з метою «ідентифікації» на території Росії привабливих для розвідки та освоєння родовищ. Для кожного проекту будуть створюватися спільні компанії, в яких 50% плюс 1 акція належатимуть «Норильському нікелю», а решта — BHP Billiton.